# Catharosia minuta
Catharosia minuta är en tvåvingeart som först beskrevs av Townsend 1915.  Catharosia minuta ingår i släktet Catharosia och familjen parasitflugor.
Artens utbredningsområde är Arizona. Inga underarter finns listade i Catalogue of Life.